# Oleksiy Reznikov
Oleksiy Iouriyovytch Reznikov (en ukrainien : Олексій Юрійович Резніков), né le 18 juin 1966 à Lviv, est un avocat et homme politique ukrainien. Il est ministre de la Défense de 2021 à 2023.

## Parcours politique
Oleksiy Reznikov a précédemment occupé plusieurs autres postes au sein du gouvernement Chmyhal : il a été vice-premier ministre (en), ministre de la Réintégration des territoires temporairement occupés de l'Ukraine.
Il a également été chef adjoint de l'administration d'État de la ville de Kiev, de 2016 à 2018, et maire adjoint secrétaire du conseil de Kiev, de juin 2014 à décembre 2015. Il a également été chef de la délégation nationale de l'Ukraine au congrès des pouvoirs locaux et régionaux du Conseil de l'Europe, de 2015 à 2016, et a été choisi par le président Volodymyr Zelensky, le 5 mai 2020, pour représenter l'Ukraine dans le sous-groupe politique de travail du groupe de contact trilatéral (en) concernant un règlement de la guerre du Donbass.
Le 8 août 2022, durant l'invasion de l'Ukraine par la Russie, le Service de sécurité d'Ukraine rapporte qu'il a arrêté des tueurs des services spéciaux russes qui avaient planifié les meurtres d'Oleksiy Reznikov, alors ministre de la Défense et de Kyrylo Boudanov, chef du renseignement de défense de l'Ukraine.
Fin janvier 2023, le gouvernement est secoué par une série de démissions et de limogeages sur fond de scandale de corruption révélé par la presse portant sur un contrat signé par le ministère de la Défense d'un montant présumé surévalué et concernant les produits alimentaires destinés aux soldats. Plusieurs hauts responsables du ministère sont alors démis de leurs fonctions, tandis qu'Oleksiy Reznikov dénonce, dans un premier temps, des accusations « infondées ». Début février, il promet des « audits » internes au sein de son ministère et reconnaît que les services de lutte contre la corruption de son ministère avaient « failli dans leur tâche » et qu'ils devaient être « entièrement restructurés »,.
Début février 2023, à la suite de ce scandale de corruption au sein de son ministère, on évoque son remplacement au poste de ministre de la Défense par le général Kyrylo Boudanov, chef du renseignement militaire. Le député David Arahamiya, chef du parti Serviteur du peuple annonce qu'Oleksiy Reznikov doit devenir ministre des Industries stratégiques afin de renforcer la coopération militaro-industrielle. Le remaniement de Reznikov serait le changement de gouvernement le plus médiatisé dans une série de démissions et de licenciements après un scandale de corruption à la fin du mois de janvier et de l'engagement de Volodymyr Zelensky que l'Ukraine respecte les normes occidentales de gouvernance propre. Finalement, il reste en poste et on lui adjoint Oleksandr Pavliouk comme premier vice-ministre de la Défense au sein du gouvernement Chmyhal.
Le 3 septembre 2023, le président Zelensky annonce dans une vidéo son remplacement par Roustem Oumierov et indique : « Oleksiï Reznikov a traversé plus de 550 jours de guerre. Je crois que le ministère a besoin de nouvelles approches et de nouveaux modes d'interaction avec l'armée autant qu'avec la société civile au sens large »,. Il remet sa lettre de démission au parlement, le lendemain, qui accepte sa démission le 5 septembre et approuve la candidature de son successeur le 6 septembre.